# Ghaznaviderna

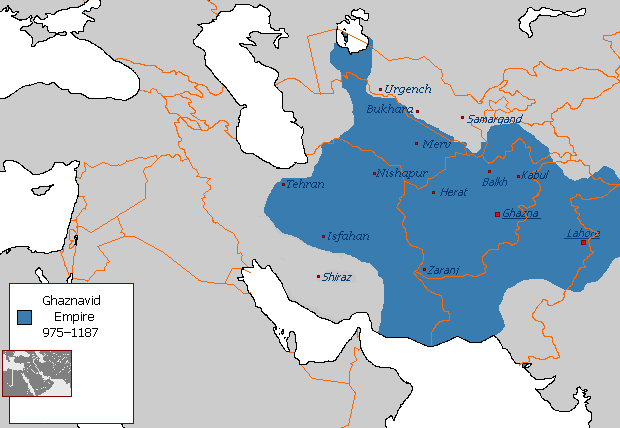
Karta över det ghaznavidiska imperiet vid tiden för dess största utbredning.

Ghaznaviderna var en muslimsk dynasti som fått sitt namn efter en turkisk äventyrare som 962 lyckades göra sig till herre över Ghazni i östra Afghanistan sydväst om Kabul och där gjorde sig oberoende av samaniderna. Omkring fjorton år senare valdes den turkiske krigsherren Sebüktegin till furste. Denne lyckades utvidga sitt välde över de närmast liggande länderna. Hans son Mahmud den store (998-1030) blev den egentlige grundläggaren av ättens ryktbarhet. Han drog själv på erövringståg till Indien förbi både Indus och Ganges samt trängde fram till närheten av Delhi underkuvande det ena riket efter det andra och samlande ett omätligt byte. Hans son och efterträdare Masud dog 1041. Vid dennes död sträckte sig väldet i väster till Georgien och Bagdad, i norr till Buchara, i öster och söder till Delhi och Indusmynningarna. 
Efter Masuds död förföll riket genom yttre fienders erövringar och inre strider. Omkring tretton sultaner av dynastin efterträdde Masud. Vid mitten av 1100-talet drevs ghaznaviderna bort från sitt kärnområde i Afghanistan av den ghuridiske sultanen Alaed-Din Hussein som plundrade och brände Ghazni omkring 1150. Denne intog snart därefter även de områden ghaznaviderna behärskat i Indien. Ätten utslocknade med Ghosru Malek 1186  då denne måste uppge Lahore till furstarna av Ghur och därvid dödades. 
Mahmud hade ett praktfullt och vittberömt hov som också var ett centrum för kulturen. Hit sökte sig så berömda män, eller togs när deras riken erövrades, som den persiske lärde Al-Biruni och den ryktbare persiske skalden Ferdousi.